# Синее море глубоко
«Синее море глубоко» (сербохорв. «Креће се лађа француска», букв. «Идёт корабль французский») — знаменитая сербская народная песня. В основе текста лежит стихотворение «Изгнанники», написанное полковником Сербской королевской армии Браниславом Милославлевичем зимой 1916 года.

## Исторический контекст
Вступление Болгарии 11 октября 1915 г. в Первую мировую войну на стороне противников Антанты поставило малочисленную сербскую армию в тяжелое положение. Она была охвачена с севера и востока превосходящими австро-венгерскими, германскими и болгарскими силами. Помощь союзников свелась лишь к высадке в октябре в греческом городе Салониках двух французских дивизий для обеспечения правого фланга сербов и некоторой их поддержке артиллерией и боеприпасами.
В исключительно трудных условиях сербская армия, отражая наступление войск германской коалиции, отходила к берегам Адриатики. Около 120 тыс. сербских воинов отступали через заснеженные горы Албании и Черногории под натиском превосходящих сил противника; вместе с ними уходила и значительная часть сербского населения. Этот переход вошёл в историю под названием «Албанская Голгофа». Только после вмешательства российского императора Николая II, настоявшего на эвакуации сербов и взявшего на себя расходы по её организации, французские корабли вывезли сербов из Салоник на остров Корфу. Несколько транспортных судов при этом были потоплены германскими подводными лодками.
Оригинальное стихотворение под названием «Изгнанники» было впервые опубликовано в 1922 году в Югославии во втором издании сборника стихов Б. Милославлевича «Меч и лира». В примечании к изданию 1930 г. говорится: «Эта всем известная сегодня песня поётся с измененным текстом». Б. Милославлевич, который играл на скрипке, был, как считается, и автором мелодии песни.

## Текст песни
| Оригинальный текст | Литературный перевод (Филатов) |
| --- | --- |
| Силно је море дубоко, Дубоко, плаво, широко. Нигде му краја видети, Не могу мисли поднети. Креће се лађа француска Са пристаништа солунска, Транспорт се креће ратници, Ратници, браћа болесни. Сваки се војник борио, У рову славу славио, Срећан се Богу молио, Да би се кући вратио. Полазим тужан, болестан, Помислих: Боже, нисам сам, И моја браћа путују, Да са мном скупа тугују. Радости нема ни за трен, Наиђе швапски сумарен, Сви моле светог Николу, Његову силу на мору. | Синее море глубоко, Синее море широко… Где-то в немыслимой дали За морем берег родной земли. Судно французское, взяв на борт Груз, оставляло Солунский порт. И увозило от мест родных Наших солдат израненных. Храбро сражался любой из них, Славил в окопах своих святых. Каждый усердно Бога молил, Чтоб Он вернуться нас благословил. Всякий страдал от тоски в груди, Но думал: «Боже, я не один! Братья со мною мои плывут, И ни один я горюю тут». К нам устремляются с глубин Тени немецких субмарин. Только на помощь небес уповай… Ты упаси нас, святой Николай! |

## Русские стихотворные переложения
Русские поэтические переложения песни были выполнены писателем Константином Филатовым (2004 г.) и регентом православного Детско-юношеского хора во имя прп. Иоанна Дамаскина Ириной Болдышевой (2006 г.). Последний вариант получил известность благодаря выступлениям хора.